# Liste der Monuments historiques in Vauciennes (Oise)
Die Liste der Monuments historiques in Vauciennes (Oise) führt die Monuments historiques in der französischen Gemeinde Vauciennes auf.

## Liste der Bauwerke
| Bezeichnung                | Beschreibung                              | Standort          | Kennzeichnung | Schutzstatus | Datum | Bild           |
| -------------------------- | ----------------------------------------- | ----------------- | ------------- | ------------ | ----- | -------------- |
| Kapelle Ste-Geneviève      | Erbaut im 12. Jahrhundert                 | in Chavres (Lage) | PA00114937    | Inscrit      | 1951  | weitere Bilder |
| Kirche St-Léger            | Erbaut im 13. Jahrhundert                 | (Lage)            | PA00114938    | Inscrit      | 1951  | weitere Bilder |
| Manoir du Plessis-aux-Bois | Herrenhaus, erbaut im 15./16. Jahrhundert | 4, rue du Château | PA60000020    | Inscrit      | 1999  |                |

## Liste der Objekte

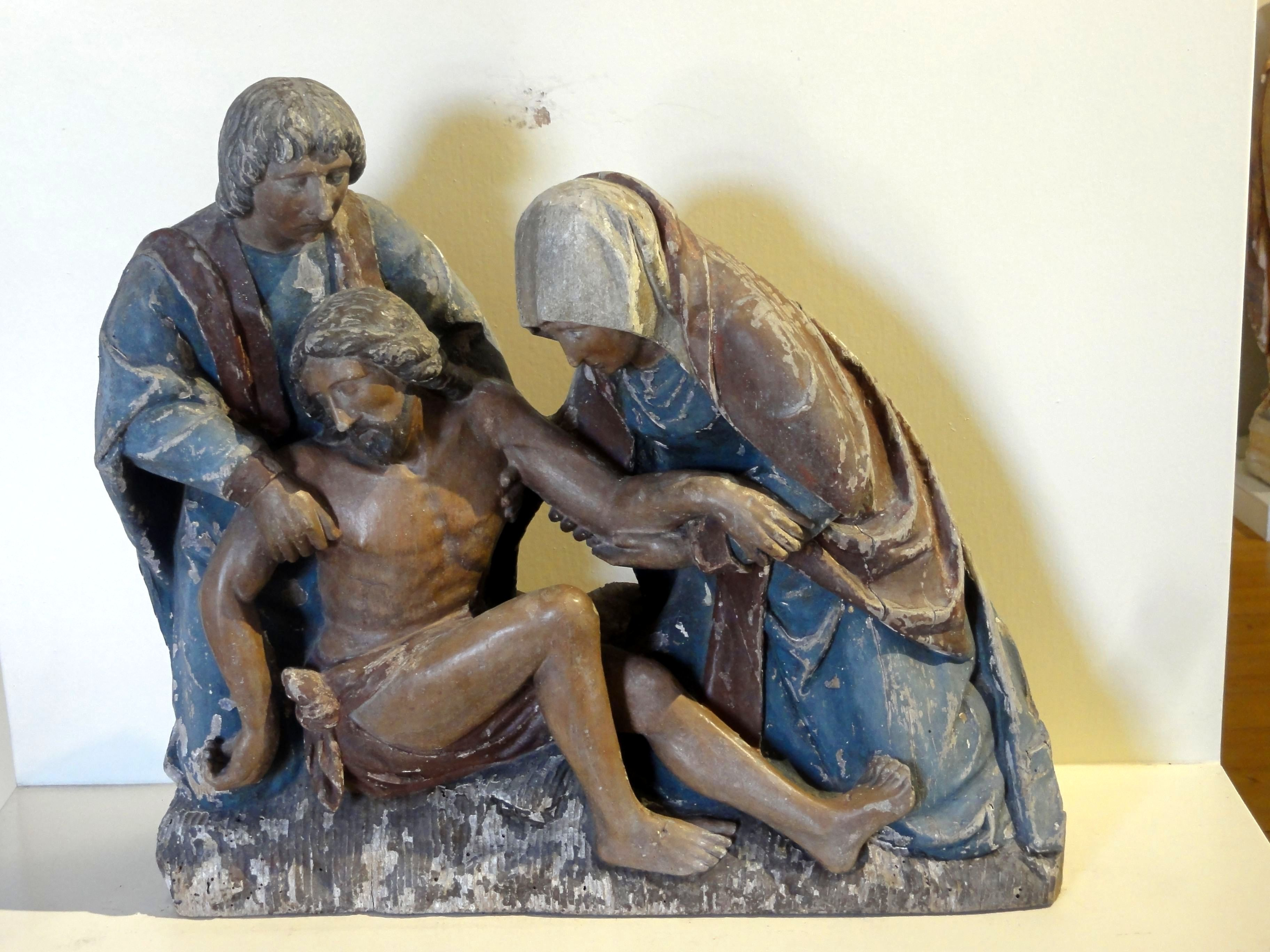
Pietà in der Kapelle Ste-Geneviève

- Monuments historiques (Objekte) in Vauciennes (Oise) in der Base Palissy des französischen Kultusministeriums